# Färskning

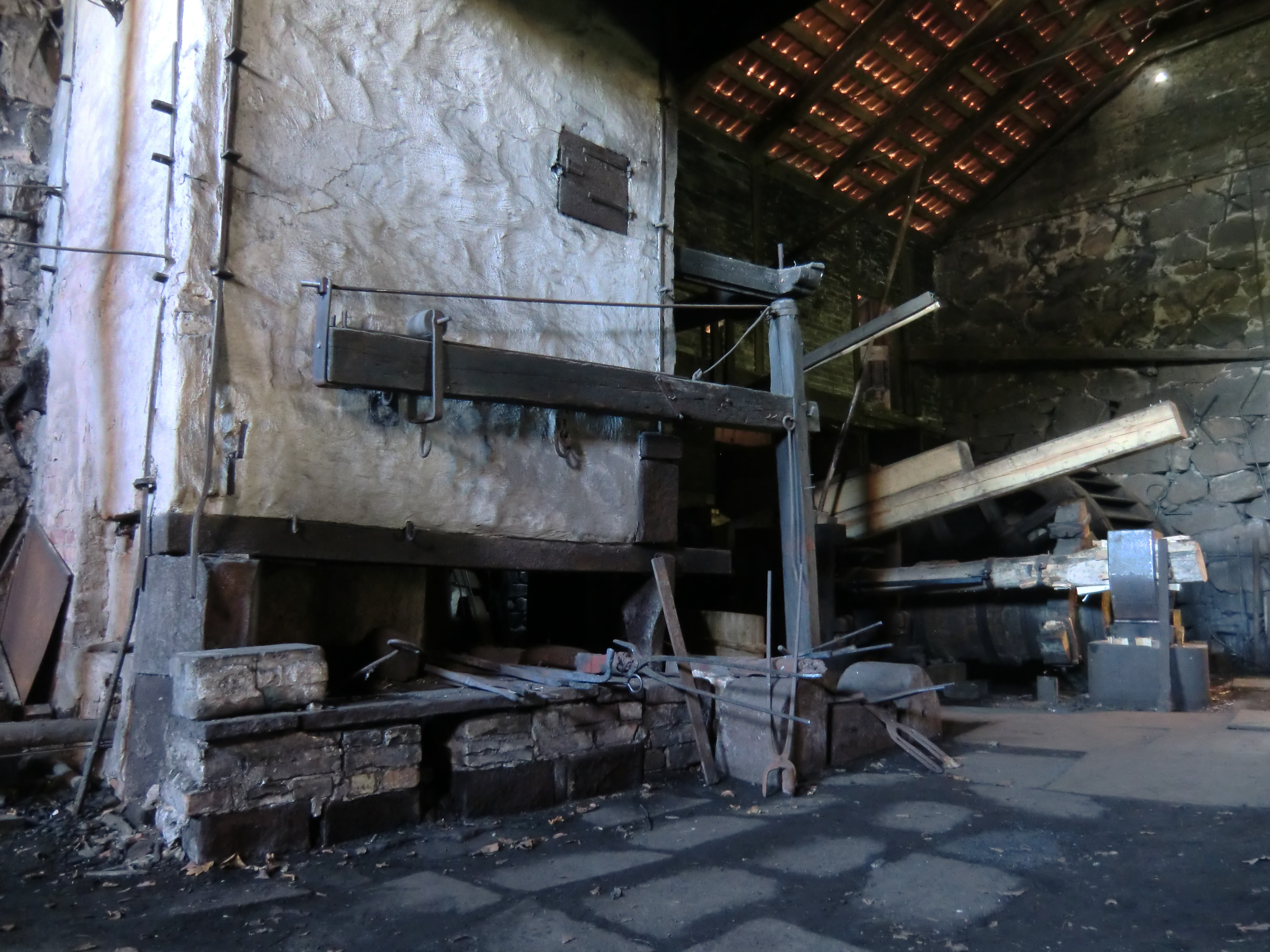
Vallonhärd och stångjärnshammare i Österbybruk.

Färskning är den process inom järnmetallurgin vid vilken kolhalten i tackjärn sänks till de nivåer som gör järnet smidbart. Genom oxidation tar man bort kol för att få järnet smidigare. Det tackjärn som kommer direkt från masugnarna innehåller vanligtvis cirka 4-5 procent kol, och är för sprött för att smidas, valsas eller härdas. Genom färskningen sänks kolhalten så järnet blir möjligt att bearbeta. Redan i de tidiga masugnarna användes härdfärskning. Slutprodukten var då osmundar, medan senare i och med tysksmidet och vallonsmidet, från ca 1600, så var slutprodukten stångjärn. Smältfärskning infördes successivt från ca 1850 och slutprodukten blev då stål.

## Härdfärskning

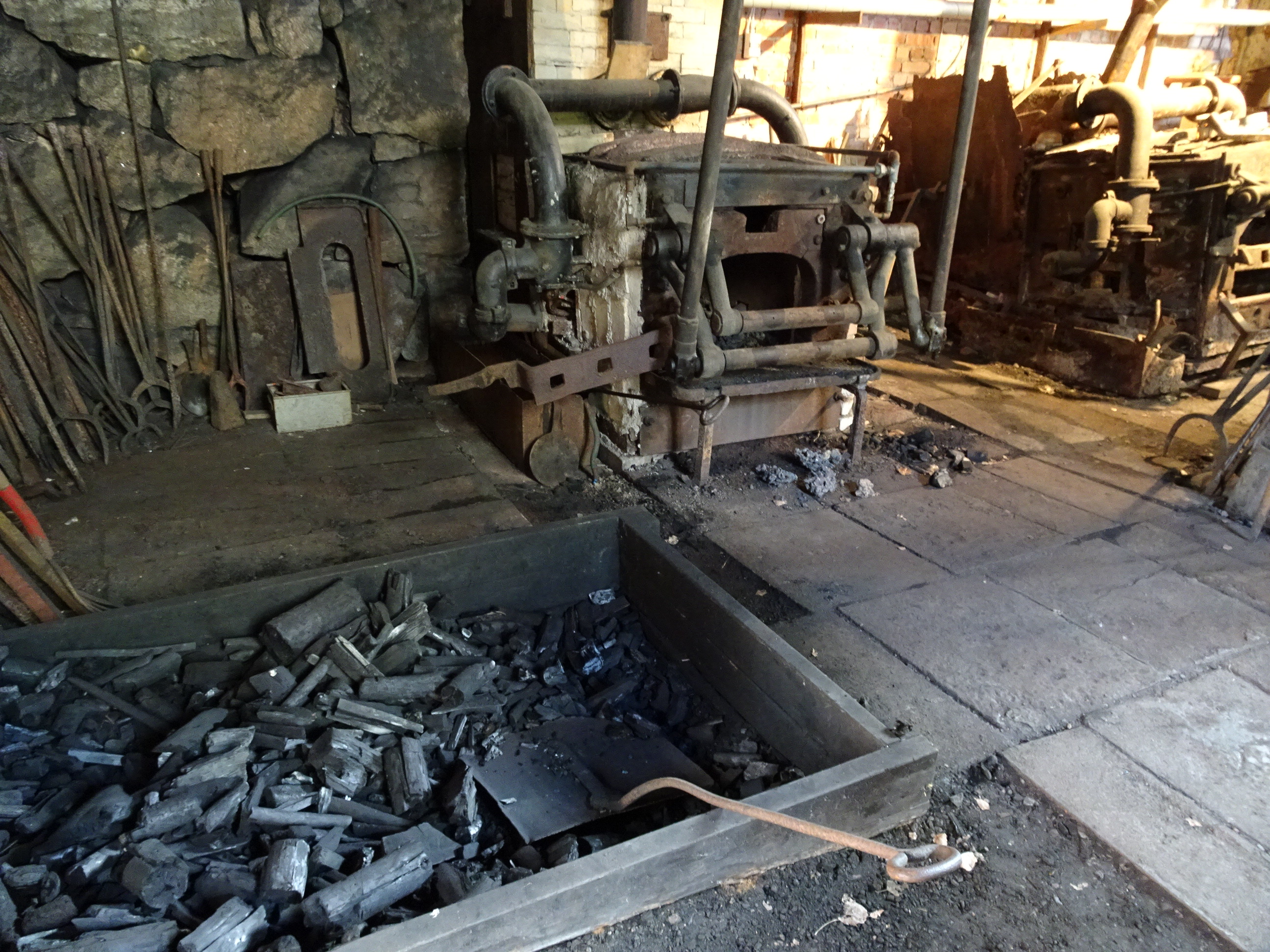
Lancashirehärd i Trångfors smedja.

Härdfärskning är en process för framställning av smidbart järn (välljärn) genom uppvärmning och bearbetning av tackjärn i en härdugn. Andra namn som användes är härdsmide eller välljärnsmetoder. Exempel på härdfärskningsmetoder är: osmundsmide, Tysksmide, Franche-Comté-smide, Vallonsmide och Lancashiresmide.
De tidiga härdugnarna (vid osmundsmide och de tidiga masugnarna till exempel Lapphyttan) var uppbyggda av natursten. Bälgar användes för att få tillräcklig luftström (blästerluft) till förbränningen. Från ca 1500-talet kunde härden byggas upp av tackjärnshällar i form av en låda (för till exempel Lancashiremide).
Processen var ett hantverk och utfördes i små enheter (smedjor). Träkol användes eftersom järnet kom i kontakt med kolet. Tackjärnet värmdes med brinnande träkol och blästerluft blåstes in genom munstycken (formor) för att öka temperaturen vid förbränningen. Tackjärnet placerades efter förvärmning ovanpå det brinnande träkolslagret. Järnet smälte och droppade genom kolen och samlades i härdens botten. Vid denna första nedsmältning oxiderades en del av järnet och en silikatslagg bildades. Järnet på härdens botten bröts upp med ett spett upprepade gånger så att det inte fastnade. Slaggens järnoxidhalt ökade och vid en viss tidpunkt bubblade koldioxid upp genom det flytande tackjärnet och slaggen. Reaktionen ökade och järnet blev mer trögflytande (smältpunkten stiger i takt med sjunkande kolhalt). Järnet samlades i mindre klumpar (färskor) på härdens botten. Dessa lyfts upp i blästerzonen varvid kolrikare partier smälte och makades ihop i en degig massa i härden. Dessa smältor togs sedan ut och bankades ihop i en hammare (till exempel mumblingshammare), till ämnen eller så kallade smältstycken. Processen upprepades till önskad kvalitet för att senare smidas till stång (stångjärn) i stångjärnshammaren. 
Härdfärskningen ersattes så småningom av smältfärskning i konvertrar (tippbara ugnar) som till exempel bessemerugnar. Detta skedde successivt efter ca 1850. Vid tiden för första världskriget hade antalet lancashirehärdar i Sverige minskat till 36. Under andra världkriget upphörde nästan all produktion av härdfärskat järn, men ännu 1948 förekom härdfärskning vid Strömbacka i Hälsingland som tillverkade både vallon- och lankashiresmide, Boxholm, Gisslarbo, Horndal, Iggesund, Karmansbo, Munkfors och Ramnäs framställde lancashiresmide. Ramnäs bruk var det sista att 1964 upphöra med härdfärskning.

## Smältfärskning

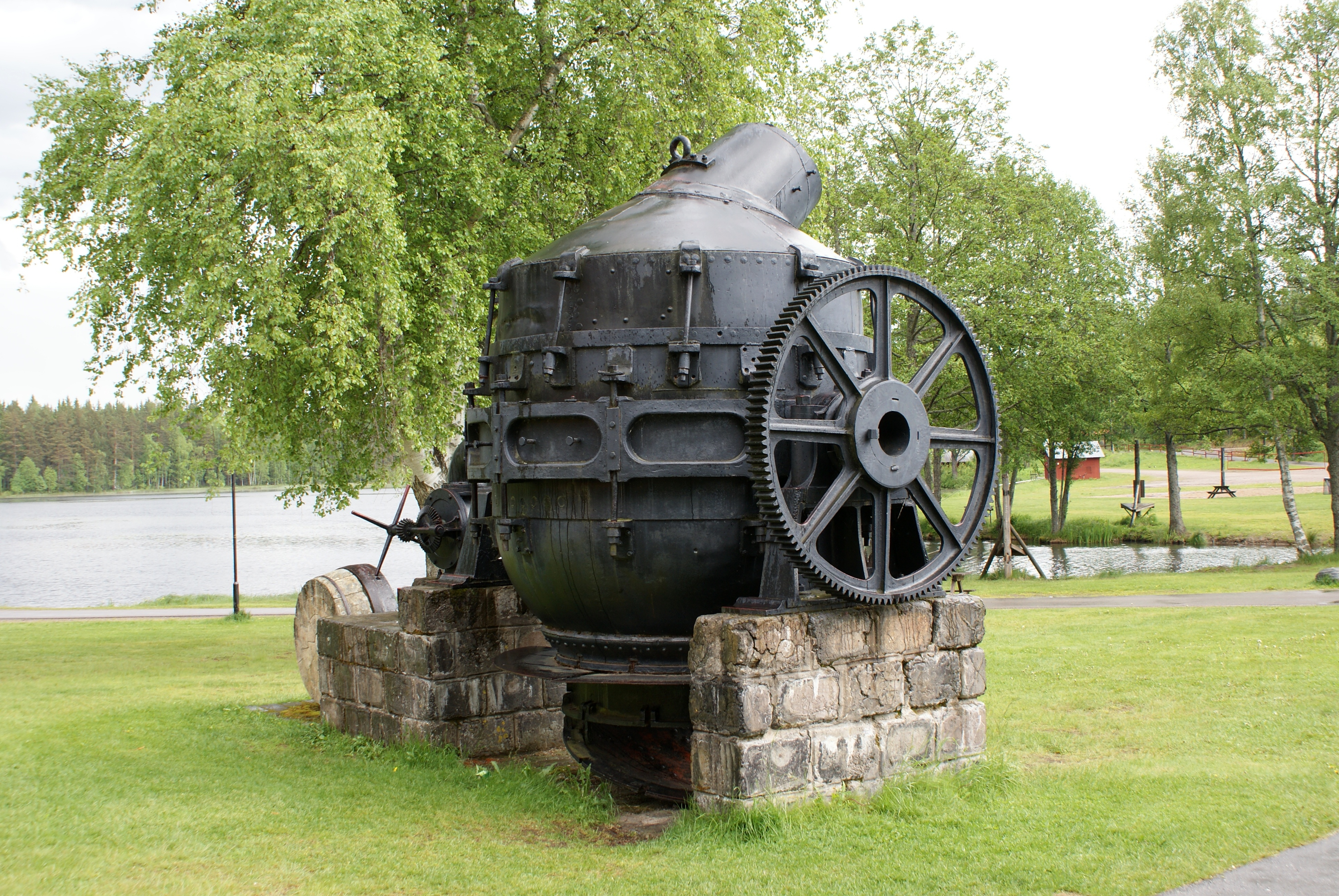
Bessemerkonverter, använd i Sandviken.

Smältfärskning är en metallurgisk process då råjärn (tackjärn) färskas till stål. Exempel på smältfärskningsmetoder är bessemer-, thomas-, martin- och syrgaskonverterprocesserna. Dessa metoder användes successivt från ca 1850 och utvecklades vidare. Från 1980 används endast syrgasprocessens LD-konverter för färskning.
I elektrostålverk smälter man järnskrot med en elektrisk ugn, t.ex.  ljusbågsugn eller induktionsugn. Införandet av sekundär metallurgi (eller skänkmetallurgi) utanför stålugnen har medfört att ljusbågsugnen utnyttjas huvudsakligen som smältmaskin. Många olika behandlingsmetoder för raffinering av järnet till stål har utvecklats i skänk, t.ex. med ugnar med magnetisk omrörning, gasomrörning eller som kan sättas under vakuum.